# Onthophagus lamgalio
Onthophagus lamgalio är en skalbaggsart som beskrevs av Matthews 1972. Onthophagus lamgalio ingår i släktet Onthophagus och familjen bladhorningar. Inga underarter finns listade i Catalogue of Life.